# قطعنامه ۸۱۲ شورای امنیت
قطعنامه ۸۱۲ شورای امنیت سازمان ملل متحد که در تاریخ ۱۲ مارس ۱۹۹۳ تصویب شد، سندی بین‌المللی دربارهٔ رواندا است. این قطعنامه طی نشست ۳۱۸۳ام با ۱۵ رای موافق، ۰ مخالف و ۰ ممتنع تصویب شد.